# Anton Fest
Anton Fest (* 29. Dezember 1908 in Limburg; † 27. Januar 1998 in Aachen) war ein deutscher Jurist, SS-Obersturmbannführer und Oberregierungsrat, der als Befehlshaber der Sicherheitspolizei und des SD Kroatien in Sarajewo sowie als Polizeiattaché in der Zeit des Zweiten Weltkrieges eingesetzt war.

## Leben
Anton Franz Oskar Fest begann nach dem Schulabschluss 1926 ein Studium der Rechtswissenschaft an den Universitäten Jena und Göttingen. Seit 1926 gehörte er der Burschenschaft Arminia auf dem Burgkeller Jena an. Im April 1933 wurde er Mitglied der SA, aus der er aber nach einem Jahr wieder austrat, um im März 1934 zur SS zu wechseln. Zum 1. Mai 1933 war er der NSDAP beigetreten (Mitgliedsnummer 2.758.105). Im gleichen Jahr legte er an der Universität Göttingen seine Dissertation zum Thema der Verkäuferhaftung bei Wertpapierhandel vor und schloss sein Studium mit dem wissenschaftlichen Grad des Dr. jur. ab. Er absolvierte das Gemeinschaftslager Hanns Kerrl in Jüterbog. Danach begann er eine Tätigkeit beim Amtsgericht in Halle. Von hier wurde er 1936 nach Koblenz versetzt und zum Regierungsassessor ernannt. Anfang 1938 wechselte er in eine Tätigkeit beim Regierungspräsidenten in Minden.
Von Minden aus bewarb sich Anton Fest 1938 bei der Polizei, wurde angenommen und kam noch im gleichen Jahr im Berliner Polizeipräsidium zum Einsatz. Hier war er bei der Geheimen Staatspolizei angestellt. In relativ kurzer Zeit wurde er im gleichen Jahr noch zum SS-Hauptsturmführer und im November zum SS-Sturmbannführer befördert. Auf Empfehlung des Leiters der Staatspolizeileitstelle Bielefeld, Gustav vom Felde, wechselte er in das dortige Staatspolizeiamt im Range eines Regierungs-Assessors. Mit der Kommandierung seines Vorgesetzten vom Felde zu den SD-Einsatzgruppen übernahm Fest im Herbst 1938 die Leitung der Staatspolizeistelle in Bielefeld. Im Dezember 1939 wurde er nach Schneidemühl versetzt war dort bis Juni 1940 ebenfalls als Leiter in der Staatspolizeistelle tätig, die ihren Sitz im sogenannten „Dankhaus“ hatte. Hier wurde er zum Regierungsrat befördert. Mit der Einrichtung der Stelle des „Beauftragten für die innere Verwaltung“ in Dänemark unter der Führung des SS-Oberführers Paul Ernst Kanstein wurde Fest im April 1940 nach Kopenhagen versetzt. Aufgabe dieser, beim Gesandten und Bevollmächtigten des deutschen Reiches für Dänemark,  Cécil von Renthe-Finck, eingerichteten Stelle war die Überwachung der beibehaltenen dänischen Verwaltung, einschließlich der Polizei. Anton Fest hatte hier eine doppelte Unterstellung: Als Polizeiattaché war er dem Auswärtigen Amt zugeliefert, gehörte also zum Personal der deutschen Gesandtschaft in Kopenhagen, und als Polizei-Bevollmächtigter gehörte er zum Reichssicherheitshauptamt, Amt VI (Besetzte Gebiete). Mehrere der vom „Beauftragten für innere Verwaltung“ angefertigten Berichte lassen Rückschlüsse auf die von Fest geführten Informanten zu. Nachdem die Polizei-Attaché-Stelle in Kopenhagen, wo Fest über drei Jahre eingesetzt blieb, aufgehoben worden war, wurde er im Herbst 1943 Führer des Einsatzkommandos in Sarajewo.
Anschließend wechselte Anton Fest im September 1943 als Leiter der Sicherheitspolizei und des Sicherheitsdienstes Kroatien nach Sarajewo. Im Februar des gleichen Jahres war hier Franz Abromeit vom sogenannten Judenreferat IV B 4 des Reichssicherheitshauptamtes zum Leiter der Außenstelle Sarajewo beordert worden. Beide Aufgabengebiete hatten, vor allem bei der gezielten Aufspürung und Deportation der in diesem Gebiet wohnenden Juden, außerordentlich enge Berührungspunkte. Zusätzlich wurde Fest noch während seiner Einsatzzeit ab November 1943 als Stellvertreter des Einsatzkommandos 11 a „Sarajewo“ innerhalb der Einsatzgruppe E herangezogen. Er löste hier den seit Mai 1943 eingesetzten Rudolf Korndörfer ab. Im April 1945 verließ er seinen Einsatzort in Richtung Österreich. Am 16. Mai 1945 wurde er von US-Angehörigen des CIC-Detachments 80 in Vöcklabruck verhaftet. Von hier wurde er dann zum 28. Juni 1945 ins Dritte US Army Interrogations Center eingeliefert.
Während seiner Kriegsgefangenschaft wurde Anton Fest mehrfach verhört und nach Feststellung der von ihm begangenen Straftaten am 2. Dezember 1947 an die jugoslawischen Ermittlungsbehörden übergeben. Nach einem rechtskräftigen Gerichtsurteil verbüßte er eine mehrjährige Haftstrafe in einem jugoslawischen Gefängnis. Im Jahr 1953 wurde er aus der Haft entlassen und kehrte nach Deutschland zurück.
In den 1960er Jahren lebte Anton Fest in Aachen. Hier verstarb er auch am 27. Januar 1998.

## Publikation
- Die Haftung des Verkäufers von Wertpapieren, Dissertation an der Universität Göttingen, Nolte Verlag Düsseldorf 1934.